# Bundestagswahlkreis Berlin-Friedrichshain-Kreuzberg – Prenzlauer Berg Ost
Der Wahlkreis Berlin-Friedrichshain-Kreuzberg – Prenzlauer Berg Ost (Wahlkreis 82; bis zur Bundestagswahl 2021 Wahlkreis 83) ist einer von zwölf Berliner Wahlkreisen für die Wahlen zum Deutschen Bundestag. Er umfasst den Bezirk Friedrichshain-Kreuzberg sowie den Teil des Bezirks Pankow, der östlich der Prenzlauer Allee und südlich der Lehderstraße, der Gürtelstraße und des Jüdischen Friedhofs Weißensee liegt.
Der Wahlkreis besteht seit der Bundestagswahl 2002.

## Bundestagswahl 2025
| Kandidaten                                             | Kandidaten                 | Parteien/Listen       | Erststimmen | Erststimmen | Zweitstimmen | Zweitstimmen |
| Kandidaten                                             | Kandidaten                 | Parteien/Listen       | Stimmen     | %           | Stimmen      | %            |
| ------------------------------------------------------ | -------------------------- | --------------------- | ----------- | ----------- | ------------ | ------------ |
|                                                        | Carmen Sinnokrot           | SPD                   | 23.519      | 13,1        | 24.138       | 13,4         |
|                                                        | Katrin Schmidberger        | Bündnis 90/Die Grünen | 54.771      | 30,6        | 46.620       | 25,9         |
|                                                        | Kevin Kratzsch             | CDU                   | 17.940      | 10,0        | 16.722       | 9,3          |
|                                                        | Pascal Meisergewählt im WK | Die Linke             | 62.049      | 34,7        | 57.057       | 31,7         |
|                                                        | Sibylle Schmidt            | AfD                   | 13.854      | 7,7         | 12.986       | 7,2          |
|                                                        | Sven Hoffmeister           | FDP                   | 4.277       | 2,4         | 5.010        | 2,8          |
|                                                        | –                          | Tierschutzpartei      | –           | –           | 1.771        | 1,0          |
|                                                        | –                          | Die PARTEI            | –           | –           | 1.489        | 0,8          |
|                                                        | –                          | Todenhöfer            | –           | –           | 324          | 0,2          |
|                                                        | –                          | Freie Wähler          | –           | –           | 286          | 0,2          |
|                                                        | −                          | Volt                  | –           | –           | 2.055        | 1,1          |
|                                                        | –                          | MLPD                  | –           | –           | 98           | 0,1          |
|                                                        | −                          | BüSo                  | –           | –           | 33           | 0,0          |
|                                                        | –                          | SGP                   | –           | –           | 26           | 0,0          |
|                                                        | Laura Scheer               | Bündnis Deutschland   | 934         | 0,5         | 245          | 0,1          |
|                                                        | –                          | BSW                   | –           | –           | 10.643       | 5,9          |
|                                                        | –                          | MERA25                | –           | –           | 390          | 0,2          |
|                                                        | –                          | PdF                   | –           | –           | 241          | 0,1          |
|                                                        | Frigga Wendt               | Einzelbewerber        | 1.000       | 0,6         | –            | –            |
|                                                        | Dorit Heider               | Einzelbewerber        | 713         | 0,4         | –            | –            |
| Gesamt                                                 | Gesamt                     | Gesamt                | 179.057     | 100         | 180.134      | 100          |
|                                                        |                            |                       |             |             |              |              |
| Ungültige Stimmen                                      | Ungültige Stimmen          | Ungültige Stimmen     | 1.812       | 1,0         | 735          | 0,4          |
| Wähler                                                 | Wähler                     | Wähler                | 180.869     | 82,7        | 180.869      | 82,7         |
| Wahlberechtigte                                        | Wahlberechtigte            | Wahlberechtigte       | 218.729     |             | 218.729      |              |
|                                                        |                            |                       |             |             |              |              |
| Quellen: Die Bundeswahlleiterin, Kandidaten – Ergebnis |                            |                       |             |             |              |              |

## Wahlkreisgeschichte
| Wahl | Wahlkreisname                                              | Gebiet | Wahlkreissieger         | Partei                | Erststimmen |
| ---- | ---------------------------------------------------------- | --- | ----------------------- | --------------------- | ----------- |
| 2002 | 84 Berlin-Friedrichshain – Kreuzberg – Prenzlauer Berg Ost | Bezirk Friedrichshain-Kreuzberg und vom Ortsteil Prenzlauer Berg das Gebiet östlich der Prenzlauer Allee und südlich der Lehderstraße und Gürtelstraße sowie des Jüdischen Friedhofs | Hans-Christian Ströbele | Bündnis 90/Die Grünen | 31,6 %      |
| 2005 | 84 Berlin-Friedrichshain – Kreuzberg – Prenzlauer Berg Ost | Bezirk Friedrichshain-Kreuzberg und vom Ortsteil Prenzlauer Berg das Gebiet östlich der Prenzlauer Allee und südlich der Lehderstraße und Gürtelstraße sowie des Jüdischen Friedhofs | Hans-Christian Ströbele | Bündnis 90/Die Grünen | 43,3 %      |
| 2009 | 84 Berlin-Friedrichshain – Kreuzberg – Prenzlauer Berg Ost | Bezirk Friedrichshain-Kreuzberg und vom Ortsteil Prenzlauer Berg das Gebiet östlich der Prenzlauer Allee und südlich der Lehderstraße und Gürtelstraße sowie des Jüdischen Friedhofs | Hans-Christian Ströbele | Bündnis 90/Die Grünen | 46,7 %      |
| 2013 | 83 Berlin-Friedrichshain – Kreuzberg – Prenzlauer Berg Ost | Bezirk Friedrichshain-Kreuzberg und vom Ortsteil Prenzlauer Berg das Gebiet östlich der Prenzlauer Allee und südlich der Lehderstraße und Gürtelstraße sowie des Jüdischen Friedhofs | Hans-Christian Ströbele | Bündnis 90/Die Grünen | 39,9 %      |
| 2017 | 83 Berlin-Friedrichshain – Kreuzberg – Prenzlauer Berg Ost | Bezirk Friedrichshain-Kreuzberg und vom Ortsteil Prenzlauer Berg das Gebiet östlich der Prenzlauer Allee und südlich der Lehderstraße und Gürtelstraße sowie des Jüdischen Friedhofs | Canan Bayram            | Bündnis 90/Die Grünen | 26,3 %      |
| 2021 | 83 Berlin-Friedrichshain – Kreuzberg – Prenzlauer Berg Ost | Bezirk Friedrichshain-Kreuzberg und vom Ortsteil Prenzlauer Berg das Gebiet östlich der Prenzlauer Allee und südlich der Lehderstraße und Gürtelstraße sowie des Jüdischen Friedhofs | Canan Bayram            | Bündnis 90/Die Grünen | 37,8 %      |
| 2025 | 82 Berlin-Friedrichshain – Kreuzberg – Prenzlauer Berg Ost | Bezirk Friedrichshain-Kreuzberg und vom Ortsteil Prenzlauer Berg das Gebiet östlich der Prenzlauer Allee und südlich der Lehderstraße und Gürtelstraße sowie des Jüdischen Friedhofs | Pascal Meiser           | Die Linke             | 34,7 %      |

## Besonderheiten
Der Wahlkreis war – von seiner Gründung bis einschließlich der Bundestagswahl 2017 – der einzige der 299 Bundestagswahlkreise Deutschlands, in dem Bündnis 90/Die Grünen ein Direktmandat gewinnen konnten. Dies gelang Hans-Christian Ströbele 2002, 2005, 2009 und 2013. Canan Bayram konnte diese Tradition 2017 fortsetzen. Zudem war Berlin-Friedrichshain – Kreuzberg – Prenzlauer Berg Ost mit 18 Kandidaten bei der Bundestagswahl 2017 der Wahlkreis, in dem die Wähler die größte Auswahl an Direktkandidaten hatten. Der Wahlkreis ist mit 26,9 Quadratkilometern der flächenmäßig kleinste Bundestagswahlkreis in Deutschland, der größte ist Mecklenburgische Seenplatte II – Landkreis Rostock III mit 6250,3 Quadratkilometern. Auch bei der Bundestagswahl 2021 gelang es Canan Bayram, den Wahlkreis direkt zu gewinnen, diesmal war es allerdings auch 15 anderen Direktkandidaten der Grünen gelungen, ihre Wahlkreise zu gewinnen.

## Historische Wahlergebnisse

### Bundestagswahl 2021
| Kandidaten                     | Kandidaten                | Parteien/Listen       | Erststimmen | Erststimmen | Zweitstimmen | Zweitstimmen |
| Kandidaten                     | Kandidaten                | Parteien/Listen       | Stimmen     | %           | Stimmen      | %            |
| ------------------------------ | ------------------------- | --------------------- | ----------- | ----------- | ------------ | ------------ |
|                                | Kevin Kratzsch            | CDU                   | 12.706      | 8,5         | 11.990       | 8,0          |
|                                | Pascal Meiser             | Die Linke             | 27.024      | 18,1        | 27.862       | 18,6         |
|                                | Cansel Kiziltepe          | SPD                   | 24.416      | 16,3        | 26.326       | 17,6         |
|                                | Canan Bayramgewählt im WK | Bündnis 90/Die Grünen | 56.602      | 37,8        | 55.147       | 36,8         |
|                                | Sibylle Schmidt           | AfD                   | 6.999       | 4,7         | 7.379        | 4,9          |
|                                | Ann Cathrin Riedel        | FDP                   | 6.784       | 4,5         | 7.834        | 5,2          |
|                                | Martin Sonneborn          | Die PARTEI            | 7.859       | 5,3         | 3.672        | 2,5          |
|                                | Marie Motzkus             | Tierschutzpartei      | 2.902       | 1,9         | 2.754        | 1,8          |
|                                | Franz Josef Schmitt       | Piraten               | 851         | 0,6         | 670          | 0,4          |
|                                | −                         | Die Grauen            | –           | –           | 739          | 0,5          |
|                                | −                         | Freie Wähler          | –           | –           | 650          | 0,4          |
|                                | −                         | Gesundheitsforschung  | –           | –           | 198          | 0,1          |
|                                | Hagen Albers              | ÖDP                   | 225         | 0,2         | 201          | 0,1          |
|                                | Nicole Drakos             | du.                   | 370         | 0,2         | 348          | 0,2          |
|                                | −                         | V-Partei³             | –           | –           | 118          | 0,1          |
|                                | −                         | DKP                   | –           | –           | 262          | 0,2          |
|                                | Chaker Araki              | MLPD                  | 170         | 0,1         | 99           | 0,1          |
|                                | −                         | BüSo                  | –           | –           | 36           | 0,0          |
|                                | −                         | SGP                   | –           | –           | 42           | 0,0          |
|                                | −                         | LKR                   | –           | –           | 47           | 0,0          |
|                                | −                         | NPD                   | –           | –           | 43           | 0,0          |
|                                | Stephan Heym              | Die Humanisten        | 448         | 0,3         | 337          | 0,2          |
|                                | –                         | Team Todenhöfer       | –           | –           | 1.801        | 1,2          |
|                                | −                         | Volt                  | –           | –           | 1.214        | 0,8          |
|                                | Carola Muysers            | dieBasis              | 1.640       | 1,1         | –            | –            |
|                                | Zarah-Louise Roth         | B*                    | 192         | 0,1         | –            | –            |
|                                | Frigga Wendt              | Einzelbewerber        | 168         | 0,1         | –            | –            |
|                                | Oliver Snelinski          | Einzelbewerber        | 276         | 0,2         | –            | –            |
| Gesamt                         | Gesamt                    | Gesamt                | 149.632     | 100         | 149.769      | 100          |
|                                |                           |                       |             |             |              |              |
| Ungültige Stimmen              | Ungültige Stimmen         | Ungültige Stimmen     | 1.644       | 1,1         | 1.507        | 1,0          |
| Wähler                         | Wähler                    | Wähler                | 151.276     | 69,1        | 151.276      | 69,1         |
| Wahlberechtigte                | Wahlberechtigte           | Wahlberechtigte       | 218.824     |             | 218.824      |              |
|                                |                           |                       |             |             |              |              |
| Quellen: Der Bundeswahlleiter, |                           |                       |             |             |              |              |

Wegen Wahlfehlern (falsche oder fehlende Stimmzettel, zeitweilige völlige Schließung von Wahllokalen) musste die Bundestagswahl 2021 aufgrund eines Urteils des Bundesverfassungsgerichts am 11. Februar 2024 in 455 von 2256 Wahlbezirken Berlins wiederholt werden. Im Wahlkreis Friedrichshain-Kreuzberg-Prenzlauer Berg Ost waren 34 % der Wahlberechtigten davon betroffen.

### Bundestagswahl 2017
| Kandidaten                     | Kandidaten                    | Parteien/Listen       | Erststimmen | Erststimmen | Zweitstimmen | Zweitstimmen |
| Kandidaten                     | Kandidaten                    | Parteien/Listen       | Stimmen     | %           | Stimmen      | %            |
| ------------------------------ | ----------------------------- | --------------------- | ----------- | ----------- | ------------ | ------------ |
|                                | Timur Husein                  | CDU                   | 20.955      | 12,2        | 23.887       | 13,9         |
|                                | Cansel Kiziltepe              | SPD                   | 29.028      | 16,9        | 27.391       | 15,9         |
|                                | Pascal Meiser                 | Die Linke             | 42.600      | 24,9        | 49.016       | 28,5         |
|                                | Canan Bayramgewählt im WK     | Bündnis 90/Die Grünen | 45.055      | 26,3        | 35.077       | 20,4         |
|                                | Sibylle Schmidt               | AfD                   | 10.558      | 6,2         | 10.863       | 6,3          |
|                                | −                             | Piraten               | –           | –           | 1.270        | 0,7          |
|                                | Athanasia Rousiamani-Goldthau | FDP                   | 5.263       | 3,1         | 10.147       | 5,9          |
|                                | Serdar Somuncu                | Die PARTEI            | 12.345      | 7,2         | 6.042        | 3,5          |
|                                | Jan Zeiseweis                 | Freie Wähler          | 627         | 0,4         | 323          | 0,2          |
|                                | −                             | ödp                   | –           | –           | 281          | 0,2          |
|                                | -                             | BüSo                  | –           | –           | 53           | 0,0          |
|                                | Klaus Freudigmann             | MLPD                  | 305         | 0,2         | 174          | 0,1          |
|                                | −                             | SGP                   | –           | –           | 37           | 0,0          |
|                                | Fares Al-Hassan               | B*                    | 672         | 0,4         | 304          | 0,2          |
|                                | −                             | BGE                   | –           | –           | 1.046        | 0,6          |
|                                | −                             | DiB                   | –           | –           | 1.282        | 0,7          |
|                                | −                             | DKP                   | –           | –           | 217          | 0,1          |
|                                | −                             | DM                    | –           | –           | 334          | 0,2          |
|                                | -                             | Die Grauen            | –           | –           | 474          | 0,3          |
|                                | Frithjof Zerger               | du.                   | 772         | 0,5         | 456          | 0,3          |
|                                | −                             | Menschliche Welt      | –           | –           | 324          | 0,2          |
|                                | −                             | Gesundheitsforschung  | –           | –           | 304          | 0,2          |
|                                | –                             | Tierschutzpartei      | –           | –           | 2.119        | 1,2          |
|                                | −                             | V-Partei³             | –           | –           | 323          | 0,2          |
|                                | Gregor Felde-Bajerowitz       | Einzelbewerber        | 168         | 0,1         | –            | –            |
|                                | Frigga Wendt                  | Einzelbewerber        | 1.298       | 0,8         | –            | –            |
|                                | Sebastian Blume               | Einzelbewerber        | 688         | 0,4         | –            | –            |
|                                | Christian Pape                | Einzelbewerber        | 148         | 0,1         | –            | –            |
|                                | Markus Beckmann               | Einzelbewerber        | 391         | 0,2         | –            | –            |
|                                | Otto Ritter                   | Einzelbewerber        | 33          | 0,0         | –            | –            |
|                                | Thomas Hasel                  | Einzelbewerber        | 443         | 0,3         | –            | –            |
| Gesamt                         | Gesamt                        | Gesamt                | 171.349     | 100         | 171.744      | 100          |
|                                |                               |                       |             |             |              |              |
| Ungültige Stimmen              | Ungültige Stimmen             | Ungültige Stimmen     | 1.940       | 1,1         | 1.545        | 0,9          |
| Wähler                         | Wähler                        | Wähler                | 173.289     | 77,6        | 173.289      | 77,6         |
| Wahlberechtigte                | Wahlberechtigte               | Wahlberechtigte       | 223.427     |             | 223.427      |              |
|                                |                               |                       |             |             |              |              |
| Quellen: Der Bundeswahlleiter, |                               |                       |             |             |              |              |

### Bundestagswahl 2013
| Kandidaten                    | Kandidaten                           | Parteien/Listen       | Erststimmen | Erststimmen | Zweitstimmen | Zweitstimmen |
| Kandidaten                    | Kandidaten                           | Parteien/Listen       | Stimmen     | %           | Stimmen      | %            |
| ----------------------------- | ------------------------------------ | --------------------- | ----------- | ----------- | ------------ | ------------ |
|                               | Götz Müller                          | CDU                   | 22.723      | 13,7        | 25.747       | 15,5         |
|                               | Halina Wawzyniak                     | Die Linke             | 28.441      | 17,2        | 41.639       | 25,1         |
|                               | Cansel Kiziltepe                     | SPD                   | 29.799      | 18,0        | 39.784       | 24,0         |
|                               | Hans-Christian Ströbelegewählt im WK | Bündnis 90/Die Grünen | 66.056      | 39,9        | 34.420       | 20,8         |
|                               | Helmut Metzner                       | FDP                   | 1.647       | 1,0         | 3.579        | 2,2          |
|                               | Sebastian von Hoff                   | Piraten               | 6.317       | 3,8         | 9.612        | 5,8          |
|                               | Sebastian Schmidtke                  | NPD                   | 1.291       | 0,8         | 1.140        | 0,7          |
|                               | −                                    | REP                   | –           | –           | 107          | 0,1          |
|                               | −                                    | BüSo                  | 108         | 0,1         | 86           | 0,1          |
|                               | −                                    | ödp                   | –           | –           | 426          | 0,3          |
|                               | −                                    | PSG                   | –           | –           | 126          | 0,1          |
|                               | −                                    | MLPD                  | –           | –           | 209          | 0,1          |
|                               | Andreas Dahl                         | AfD                   | 3.325       | 2,0         | 4.623        | 2,8          |
|                               | −                                    | BIG                   | 602         | 0,4         | 594          | 0,4          |
|                               | −                                    | pro Deutschland       | –           | –           | 252          | 0,2          |
|                               | −                                    | Freie Wähler          | 515         | 0,3         | 477          | 0,3          |
|                               | Helena Barbas                        | Die PARTEI            | 2.666       | 1,6         | 3.142        | 1,9          |
|                               | -                                    | B*                    | 624         | 0,4         | –            | –            |
|                               | −                                    | Die Violetten         | 457         | 0,3         | –            | –            |
|                               | Di Leo                               | Einzelbewerber        | 674         | 0,4         | –            | –            |
|                               | Markus Beckmann                      | Einzelbewerber        | 486         | 0,3         | –            | –            |
| Gesamt                        | Gesamt                               | Gesamt                | 165.731     | 100         | 165.690      | 100          |
|                               |                                      |                       |             |             |              |              |
| Ungültige Stimmen             | Ungültige Stimmen                    | Ungültige Stimmen     | 2.317       | 1,4         | 2.358        | 1,4          |
| Wähler                        | Wähler                               | Wähler                | 168.048     | 74,3        | 168.048      | 74,3         |
| Wahlberechtigte               | Wahlberechtigte                      | Wahlberechtigte       | 226.240     |             | 226.240      |              |
|                               |                                      |                       |             |             |              |              |
| Quellen: Der Bundeswahlleiter |                                      |                       |             |             |              |              |

### Bundestagswahl 2009
Wahlkreisergebnis der Bundestagswahl 2009:
| Kandidaten                     | Kandidaten                           | Parteien/Listen       | Erststimmen | Erststimmen | Zweitstimmen | Zweitstimmen |
| Kandidaten                     | Kandidaten                           | Parteien/Listen       | Stimmen     | %           | Stimmen      | %            |
| ------------------------------ | ------------------------------------ | --------------------- | ----------- | ----------- | ------------ | ------------ |
|                                | Björn Böhning                        | SPD                   | 26.415      | 16,7        | 32.015       | 20,2         |
|                                | Vera Lengsfeld                       | CDU                   | 18.394      | 11,6        | 18.788       | 11,9         |
|                                | Markus Löning                        | FDP                   | 6.425       | 4,1         | 9.693        | 6,1          |
|                                | Halina Wawzyniak                     | Die Linke             | 27.796      | 17,6        | 39.641       | 25,0         |
|                                | Hans-Christian Ströbelegewählt im WK | Bündnis 90/Die Grünen | 73.897      | 46,7        | 43.347       | 27,4         |
|                                | Christian Steup                      | NPD                   | 1.791       | 1,1         | 1.436        | 0,9          |
|                                | −                                    | REP                   | –           | –           | 284          | 0,2          |
|                                | –                                    | Tierschutzpartei      | –           | –           | 1.793        | 1,1          |
|                                | −                                    | MLPD                  | –           | –           | 130          | 0,1          |
|                                | -                                    | BüSo                  | –           | –           | 166          | 0,1          |
|                                | −                                    | PSG                   | –           | –           | 171          | 0,1          |
|                                | Rolf Meier                           | DKP                   | 649         | 0,4         | 354          | 0,2          |
|                                | −                                    | DVU                   | –           | –           | 118          | 0,1          |
|                                | –                                    | Die Violetten         | –           | –           | 727          | 0,5          |
|                                | −                                    | ödp                   | –           | –           | 306          | 0,2          |
|                                | –                                    | Piraten               | –           | –           | 9.473        | 6,0          |
|                                | Thomas Feldhaus                      | Einzelbewerber        | 1.555       | 1,0         | –            | –            |
|                                | Georg Nägle                          | Einzelbewerber        | 217         | 0,1         | –            | –            |
|                                | Hauke Stiewe                         | Einzelbewerber        | 918         | 0,6         | –            | –            |
|                                | Ralph Naumann                        | Einzelbewerber        | 232         | 0,1         | –            | –            |
| Gesamt                         | Gesamt                               | Gesamt                | 158.289     | 100         | 158.442      | 100          |
|                                |                                      |                       |             |             |              |              |
| Ungültige Stimmen              | Ungültige Stimmen                    | Ungültige Stimmen     | 2.572       | 1,6         | 2.419        | 1,5          |
| Wähler                         | Wähler                               | Wähler                | 160.861     | 72,2        | 160.861      | 72,2         |
| Wahlberechtigte                | Wahlberechtigte                      | Wahlberechtigte       | 222.647     |             | 222.647      |              |
|                                |                                      |                       |             |             |              |              |
| Quellen: Der Bundeswahlleiter, |                                      |                       |             |             |              |              |

### Bundestagswahl 2005
| Kandidaten                     | Kandidaten                           | Parteien/Listen   | Erststimmen | Erststimmen | Zweitstimmen | Zweitstimmen |
| Kandidaten                     | Kandidaten                           | Parteien/Listen   | Stimmen     | %           | Stimmen      | %            |
| ------------------------------ | ------------------------------------ | ----------------- | ----------- | ----------- | ------------ | ------------ |
|                                | Ahmet Iyidirli                       | SPD               | 33.562      | 20,7        | 60.421       | 37,3         |
|                                | Kurt Wansner                         | CDU               | 18.300      | 11,3        | 17.899       | 11,0         |
|                                | Hans-Christian Ströbelegewählt im WK | Grüne             | 69.988      | 43,3        | 35.410       | 21,8         |
|                                | Cornelia Reinauer                    | Die Linke         | 29.145      | 18,0        | 33.711       | 20,8         |
|                                | Christopher Paun                     | FDP               | 4.328       | 2,7         | 7.402        | 4,6          |
|                                | −                                    | Die Grauen        | –           | –           | 1.788        | 1,1          |
|                                | −                                    | REP               | –           | –           | 415          | 0,3          |
|                                | Stefan Liesegang                     | NPD               | 2.466       | 1,5         | 1.923        | 1,2          |
|                                | −                                    | Die Frauen        | –           | –           | 683          | 0,4          |
|                                | Figen Sanlik                         | BüSo              | 329         | 0,2         | 170          | 0,1          |
|                                | Christo Großmann                     | APPD              | 699         | 0,4         | 864          | 0,5          |
|                                | −                                    | MLPD              | –           | –           | 170          | 0,1          |
|                                | Norbert Hähnel                       | Die PARTEI        | 1.363       | 0,8         | 1.160        | 0,7          |
|                                | −                                    | PSG               | –           | –           | 146          | 0,1          |
|                                | Michael Steinbach                    | HP                | 268         | 0,2         | –            | –            |
|                                | Hauke Stiewe                         | Einzelbewerber    | 1.262       | 0,8         | –            | –            |
|                                | Christian Wendt                      | Einzelbewerber    | 1.262       | 0,8         | –            | –            |
| Gesamt                         | Gesamt                               | Gesamt            | 161.804     | 100         | 162.162      | 100          |
|                                |                                      |                   |             |             |              |              |
| Ungültige Stimmen              | Ungültige Stimmen                    | Ungültige Stimmen | 3.034       | 1,8         | 2.676        | 1,6          |
| Wähler                         | Wähler                               | Wähler            | 164.838     | 76,6        | 164.838      | 76,6         |
| Wahlberechtigte                | Wahlberechtigte                      | Wahlberechtigte   | 215.324     |             | 215.324      |              |
|                                |                                      |                   |             |             |              |              |
| Quellen: Der Bundeswahlleiter, |                                      |                   |             |             |              |              |

### Bundestagswahl 2002
| Kandidaten                     | Kandidaten                           | Parteien/Listen   | Erststimmen | Erststimmen | Zweitstimmen | Zweitstimmen |
| Kandidaten                     | Kandidaten                           | Parteien/Listen   | Stimmen     | %           | Stimmen      | %            |
| ------------------------------ | ------------------------------------ | ----------------- | ----------- | ----------- | ------------ | ------------ |
|                                | Andreas Matthae                      | SPD               | 45.400      | 29,1        | 61.160       | 39,2         |
|                                | Kurt Wansner                         | CDU               | 20.321      | 13,0        | 20.047       | 12,8         |
|                                | Bärbel Grygier                       | PDS               | 33.324      | 21,4        | 26.828       | 17,2         |
|                                | Hans-Christian Ströbelegewählt im WK | GRÜNE             | 49.204      | 31,6        | 36.073       | 23,1         |
|                                | Martina Schaefer                     | FDP               | 4.738       | 3,0         | 5.894        | 3,8          |
|                                | −                                    | REP               | –           | –           | 827          | 0,5          |
|                                | Volker Ritter                        | Graue             | 1.951       | 1,3         | 1.106        | 0,7          |
|                                | −                                    | NPD               | –           | –           | 726          | 0,5          |
|                                | −                                    | Die Frauen        | –           | –           | 642          | 0,4          |
|                                | −                                    | ödp               | –           | –           | 227          | 0,1          |
|                                | −                                    | BüSo              | –           | –           | 105          | 0,1          |
|                                | −                                    | HP                | –           | –           | 139          | 0,1          |
|                                | −                                    | KPD               | –           | –           | 245          | 0,2          |
|                                | −                                    | PBC               | –           | –           | 160          | 0,1          |
|                                | −                                    | Schill            | –           | –           | 1.851        | 1,2          |
|                                | Nina Hager                           | DKP               | 322         | 0,2         | –            | –            |
|                                | Silvio Berger                        | Einzelbewerber    | 479         | 0,3         | –            | –            |
|                                | Kurt Schettlinger                    | Einzelbewerber    | 128         | 0,1         | –            | –            |
| Gesamt                         | Gesamt                               | Gesamt            | 155.867     | 100         | 156.030      | 100          |
|                                |                                      |                   |             |             |              |              |
| Ungültige Stimmen              | Ungültige Stimmen                    | Ungültige Stimmen | 2.582       | 1,6         | 2.419        | 1,5          |
| Wähler                         | Wähler                               | Wähler            | 158.449     | 75,5        | 158.449      | 75,5         |
| Wahlberechtigte                | Wahlberechtigte                      | Wahlberechtigte   | 209.818     |             | 209.818      |              |
|                                |                                      |                   |             |             |              |              |
| Quellen: Der Bundeswahlleiter, |                                      |                   |             |             |              |              |